# Mustela nivalis pygmaea
Mustela nivalis pygmaea es una subespecie de  mamíferos carnívoros  de la familia Mustelidae subfamilia Mustelinae.

## Distribución geográfica
Se encuentra en el noreste de Siberia.